# Wood Burcote
Wood Burcote – wieś w Anglii, w hrabstwie Northamptonshire, w dystrykcie (unitary authority) West Northamptonshire. Leży 16 km na południowy zachód od miasta Northampton i 90 km na północny zachód od Londynu.